# 佐藤新平
佐藤 新平（さとう しんぺい）は岩手県気仙郡住田町出身の大日本帝国陸軍軍人、操縦士。

陸軍特別攻撃隊第79振武隊員である。

## 生涯
佐藤新平は佐藤亀治・トメの次男として生まれ、岩手県気仙郡住田町で育つ。兄の文吾は大日本鉱業に勤め、弟の新平は軍人だった父親の影響を受けて同じ軍隊の道に進む。岩手の高等小学校時代には卒業するまで首席であったが、途中山形中学受験に失敗、東京神田の写真館に住み込み、その後仙台地方航空機乗員養成所に応募し入所（7期）。熊谷陸軍飛行学校館林集成教育隊を経て1944年末より桶川分教場に転任する。
特別攻撃隊に志願し、昭和20年3月27日に山田信義少尉以下12名に特攻命令が出る。4月5日、新平ら第79振武隊は九九式高等練習機で出撃し各務原、小月を経て知覧へと向かった。
命日は昭和20年4月16日。享年23歳。
遺された遺品は落下傘袋に詰められた軍服、留魂録、手紙、「佐藤新平」と書かれた紙切れ、頭髪、小指の爪であった。

## 留魂録（りゅうこんろく）
3月27日より新平が桶川を出たとされる4月5日まで約30ページにわたって記録された日記(遺書）である
。最終的に遺書が書き込まれている。

1ページ目には「軍人勅諭」がかかれ、2ページ目より3月27日付の日記が始まる。

- 「3月27日　待望の日は遂に来た。特別攻撃隊の一員として、悠久の大儀に生く。
日本男児として、又、空中戦士として、之に過ぐる喜びはなし。
ありがたき御世に生まれ、そして育れし厚恩、必死中、唯これを以て報いんのみ。

思えば、大空に志し、翼の生活に入り、早六歳、昨年より特別攻撃隊の熱望三度にして漸く希望入れらる。

神我を見捨て給わず。六歳に亘り、練り、鍛へし腕に十二分の自身あり。
唯、健康に十分注意なし、轟沈の訓練に励まんのみ。
父上、母上様も御喜び下さい。
軍人としての修養は只立派な死に場所を得るに有ります。
最后まで操縦桿を握って死ねる有難い死場所得る事が出来、新平幸福感で一杯です。
亡き兄もきっと喜んで呉れる事でせう。これから轟沈の日まで日誌を続けます。
遺書とて別に書きません。

死生有命　不足論

男児従容　散大空」

3月30日頃より、友人知人に挨拶の為か、外出している様子がうかがえる。

- 「3月30日　此の所、毎日快晴の日が続く。午前八時、灰山に飛行機受領に行く。
一足違えで仲元猛ちゃんに会いかねる。演習は離着陸･･････。出撃の予定が早くなりしとの事で、又午前、午後の演習となる。

ピストも任務が任務なので非常に活気あり。十六時半、会食の為、川越市に行く。
隊長以下十二名、和気藹々お互いに胸襟を開き合い、愉快な一夕を送る。」

- 「4月2日　午前、立川へ夜間装備に行く。沢山の見送りを受け、壬生飛行場へ生地着陸に行く。
館林時代の村松、大沢少尉に会う。他二十名位、なつかしさ。
又、谷口曹長には実に那須以来三年ぶりにて会う。
此処でも大勢の見送人に送られ感無量なり。十六時頃より一日の外泊許可になり、家へもかえれず館林へ行く。
家富の小父さんと一献傾け十一時になり、遂、小父さんの家に泊る。」

- 「4月3日　五か月ぶりで館林教育隊を尋ねる。
行員学生諸氏皆昔の顔ぶれなり。
皆に壮途を祝さる。松沢、佐藤学生の家で馳走になり早川の家へもお別れに行く。
館林は在住一年九か月、一番長く在住せし所なれば世話になりし家も一番多し。
斉藤本屋の小母様の所でも御馳走になり、わざわざ駅まで送って下さり、涙を流されたのには感謝の言葉もなし。
思えば館林在住期間、いつも特別の歓待を受けた小母様だった。両親の如く面倒を見て呉れた小母様、御恩の数々唯大きな戦果で報ゆるのみ。
松沢学生、斉藤歯科医の小父さん、家富さんから過分の餞別を頂戴する。
十五時館林出発、東京華岳叔父様の所へ行く。
頂度郷里からかえられた所で。種々、話に花を咲かす。九時頃まで飲み帰る。お父さん、お母さん、おやすみなさい。」

この後、荷物(遺品)を送る、父母への感謝の言葉、壮行会の事、遺書等の手記があり、辞世の句で結ばれている。

4月5日の12時出陣とあり、留魂録が終わっている。

新平ら12名は同日夕方に各務原に到着、翌6日朝に小月に向かい、同じように7日朝に知覧に向かった。以降9日間、知覧での動向は不明ながら、公式記録の戦死日である昭和20年4月16日には沖縄に出撃したとされる。

## 辞世の句
御両親様

辞世
身はたとへ敵艦船と砕くとも
七度生きむあかきこころは
ありがたき御代にうまれてやくだてる
そのよろこびにわれはゆくなり
御両親様へ

うみやまに　まさるめぐみに　むくいなむ
道をゆくなり　いさみいさんで
亡き兄さん江

極楽の　兄弟酒を　偲びつつ